# Cynthia Slater
Cynthia Slater (7 de agosto de 1945 — 26 de outubro de 1989) foi uma ativista e educadora sexual que co-fundou em agosto de 1974 o Society of Janus, uma das primeiras organizações de educação e apoio BDSM do mundo, localizada em São Francisco, Califórnia. Slater também trabalhou como dominatrix profissional no início da década de 1970. Ela era abertamente bissexual.
O ativismo de Slater para que mulheres fossem incluídas na subcultura leather chamou atenção no final da década de 1970. Slater convenceu a administração do Catacombs, o maior clube de fisting do mundo na época e que era exclusivo para homens gays, a ser aberto para lésbicas. No Society of Janus, Slater ajudou a criar e cultivar o Cardea, um espaço para mulheres dentro da cultura leather e sadomasoquista.
Slater também foi uma das pioneiras e principais ativistas e educadoras sobre AIDS durante a década de 1980 nos Estados Unidos. Em 1985, Slater, que era HIV-positivo, organizou o primeiro Painel de Informações sobre HIV/AIDS para Mulheres. Ela também contribuiu para desenvolver e disseminar métodos de sexo seguro em práticas BDSM e fetichistas em geral.
Em 1989, ela faleceu por complicações causadas pela AIDS aos 44 anos, poucos meses após receber um prêmio de reconhecimento da Shanti Projects por seu ativismo. Ela está entre as homenageadas no AIDS Memorial Quilt, memorial feito para celebrar a vida de pessoas que morreram de causas relacionadas à AIDS. Em 2014, Slater foi introduzida no Hall da Fama do Leather.